# Ruth Riley
Ruth Ellen Riley (Ransom, 28 aprile 1979) è un'ex cestista statunitense, professionista nella WNBA.

## Carriera
Centro di 196 cm per 90 kg, ha giocato nella WNBA dal 2003 al 2013 e ha vestito le maglie di Miami Sol, Detroit Shock, San Antonio Silver Stars, Chicago Sky e Atlanta Dream. Ha inoltre giocato nel campionato spagnolo con Valencia, in quello polacco con Gdynia e nella NWBL con le Colorado Chill.

## Palmarès

### Squadra
- NCAA: 1
University of Notre Dame: 2001
- Campionato WNBA: 2

Detroit Shock: 2003, 2006
- National Women's Basketball League: 2
Colorado Chill: 2005, 2006
- Coppa di Spagna: 1
Ros Casares Valencia: 2002-03
- Coppa di Polonia: 1
Lotos Gdynia: 2006-07

### Individuale
- NCAA Basketball Tournament Most Outstanding Player (2001)
- WNBA Finals Most Valuable Player: 1

2003
- Miglior rimbalzista NWBL (2005)
- 2 volte migliore nella percentuale di tiro NWBL (2005, 2006)
- 2 volte miglior tiratrice di liberi NWBL (2004, 2005)